# Kudamatsu
Kudamatsu (下松市 -shi) é uma cidade japonesa localizada na província de Yamaguchi.
Em 2003, a cidade tinha uma população estimada em 53 082 habitantes e uma densidade populacional de 594,02 h/km². Tem uma área total de 89,36 km².
Recebeu o estatuto de cidade a 3 de Novembro de 1939.